# ElGamal
ElGamal je jeden z algoritmů asymetrické kryptografie, má ovšem nevýhodu, že šifrovaná data jsou dvakrát delší než data nešifrovaná. To je možná důvodem, proč není jeho nasazení tak masivní[zdroj⁠?!], jako nasazení algoritmu RSA, který tímto nedostatkem netrpí. Opírá se o problém výpočtu diskrétního logaritmu.

## Konstrukce systému
Nechť je zvolena veřejně známá cyklická grupa {\displaystyle \mathbb {Z} _{q}^{\circ }}, tzn. celé číslo {\displaystyle q}, tzv. modul grupy, a celé číslo {\displaystyle g}, tzv. generátor dané grupy. Potom si i-tý účastník volí svůj tajný klíč
{\displaystyle k_{i}}, tak, že {\displaystyle 0<k_{i}<q} a vypočte veřejný klíč {\displaystyle k_{i}^{pub}} jako {\displaystyle k_{i}^{pub}=g^{k_{i}}\mod q}, jenž zveřejní.  
Pokud potom chce poslat uživatel {\displaystyle A} zprávu {\displaystyle P} uživateli {\displaystyle B} (zpráva musí být menší než {\displaystyle q}), {\displaystyle A} musí znát veřejný klíč {\displaystyle B}, tzn. {\displaystyle k_{B}^{pub}}. Poté probíhá komunikace podle následujícího schématu.
- {\displaystyle A} zvolí náhodné číslo {\displaystyle k_{A}} takové, že {\displaystyle 0<k_{A}<q}.
- {\displaystyle A} spočte {\displaystyle k_{A}^{pub}=g^{k_{A}}\mod q}, {\displaystyle K=(k_{B}^{pub})^{k_{A}}\mod q} a {\displaystyle Q=P\circ K\mod q} a pošle pár {\displaystyle Q,k_{A}^{pub}} uživateli {\displaystyle B}.
- Uživatel {\displaystyle B} spočte {\displaystyle K=(k_{A}^{pub})^{k_{B}}\mod q} a k tomuto číslu určí inverzní prvek {\displaystyle K^{-1}} (vzhledem k operaci {\displaystyle \circ } v grupě {\displaystyle \mathbb {Z} _{q}^{\circ }}).
- Uživatel {\displaystyle B} spočte zprávu {\displaystyle P} jako {\displaystyle P=Q\circ K^{-1}\mod q}.

## Korektnost algoritmu
S využitím vět algebry platí:
- {\displaystyle \forall i,j\in \mathbb {N} ,\forall g}- generátor, {\displaystyle q} - modul {\displaystyle \in \mathbb {Z} _{q}^{\circ },} cyklická grupa v modulu q.
- {\displaystyle k_{i}\iff 0<k_{i}<q,k_{j}\iff 0<k_{j}<q}
  - {\displaystyle k_{i}} a {\displaystyle k_{j}} jsou soukromé klíče {\displaystyle i} a {\displaystyle j}
- {\displaystyle k_{i}^{pub}=g^{k_{i}}\mod q\land K=(k_{i}^{pub})^{k_{j}}\mod q} a ekvivalentně pro {\displaystyle k_{j}^{pub}}
  - {\displaystyle k_{i}^{pub}} je veřejný klíč a {\displaystyle K} je soukromý sdílený klíč pro šifrování komunikace mezi {\displaystyle i} a {\displaystyle j}
- {\displaystyle K=(g^{k_{i}})^{k_{j}}\mod q=(g^{k_{j}})^{k_{i}}\mod q=g^{k_{i}\cdot k_{j}}\mod q}
- {\displaystyle Q\circ K^{-1}\mod q=P\circ K\circ K^{-1}\mod q=P\mod q}

{\displaystyle \square }

## Analýza
Na prolomení toho systému by musel útočník vyřešit problém diskrétního logaritmu, což je považováno za nepolynomiální problém, protože v současnosti neexistuje algoritmus, který by zvládl vypočítat diskrétní logaritmus v cyklické grupě s polynomiální složitostí.